# 抓住时机
《抓住时机》（英語：Seize the Day）是美国作家索尔·贝娄的第四部小说，由維京出版社出版于1956年11月15日，已被改编为同名电影《抓住時機》。